# Wit eiken

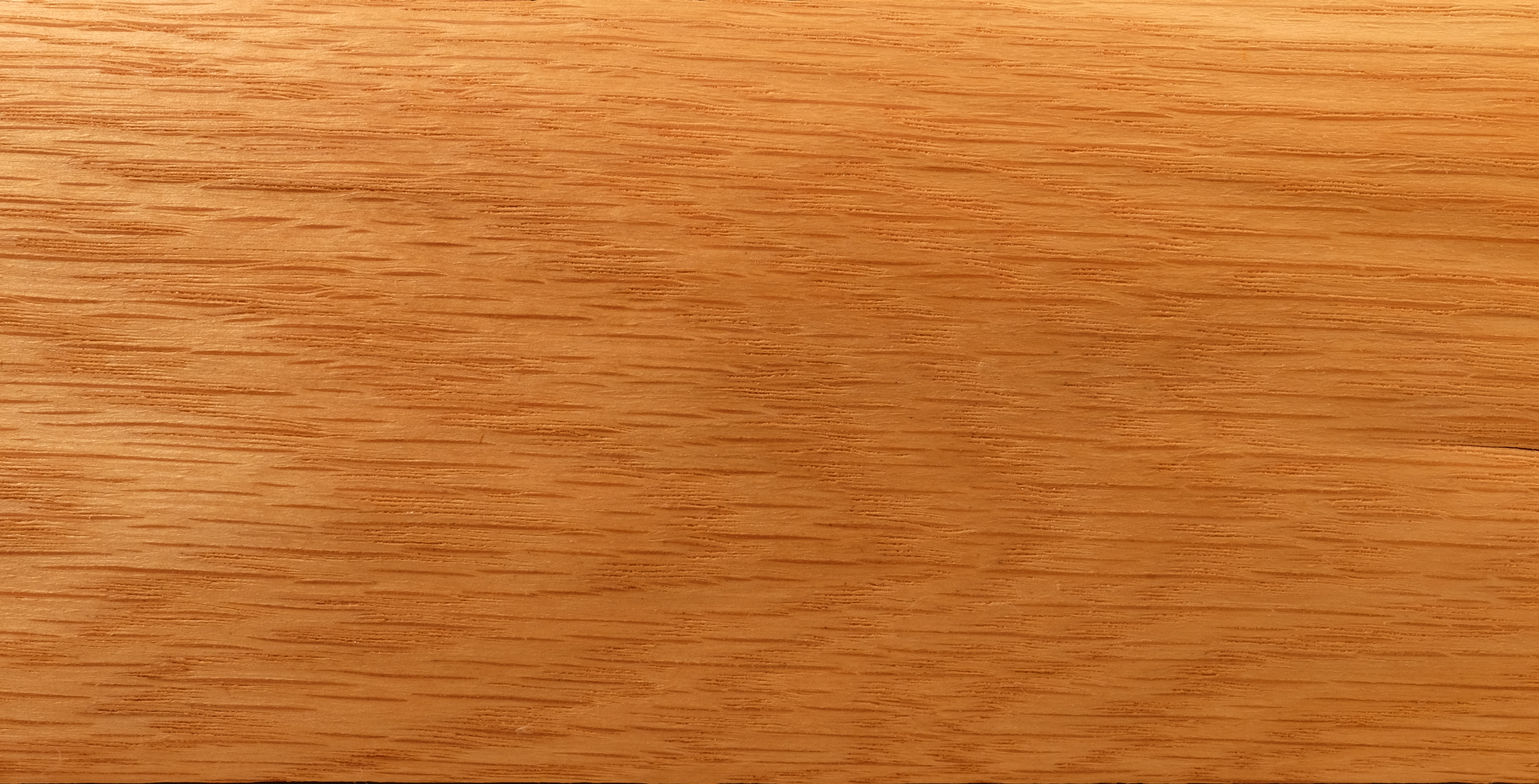
Dosse vlak

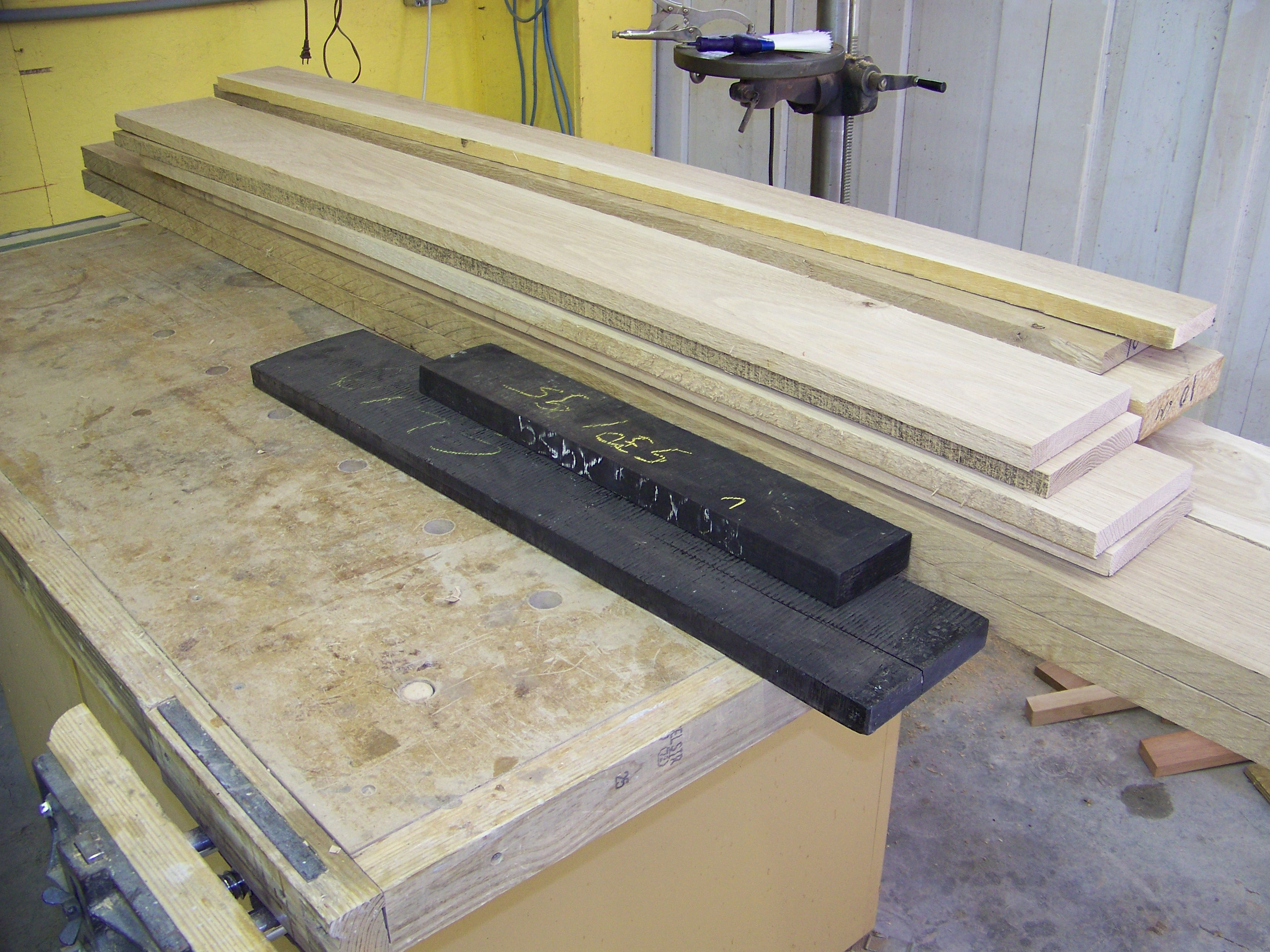
Wit eiken planken, naast ebben

Wit eiken is een houtsoort, geleverd door bladverliezende eiken, horend tot wat tegenwoordig Quercus sect. Quercus heet. Het is ook te beschouwen als groep houtsoorten, waarbij de exacte fysische eigenschappen nogal kunnen verschillen, afhankelijk van de groeiplaats. Zo is hout naarmate het afkomstig is uit meer noordelijk gelegen groeiplaatsen in Noord-Amerika veelal langzamer gegroeid, met smallere groeiringen en dus zachter en met een lagere volumieke massa. Dit in tegenstelling tot meer zuidelijk gelegen groeiplaatsen waar het sneller gegroeid is, met bredere groeiringen, zodat het dus sterker, harder en met een hogere volumieke massa is.
De handelsgroep van het wit eiken wordt onderscheiden naast die van het rood eiken, die geleverd wordt door bomen van wat tegenwoordig Quercus sect. Lobatae heet. Zowel wit als rood eiken vertoont op kwartierse vlakken de bekende spiegels, en op dosse vlakken de vlamtekening die alle ringporige houtsoorten tonen.

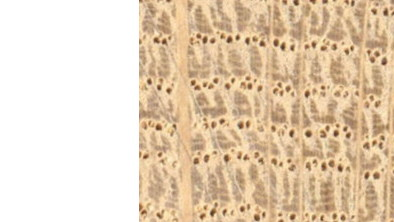
Kops vlak van wit eiken, met groeiringen van grote vaten en 'dendritische' patronen van tracheiden en kleine vaatjes in het laathout

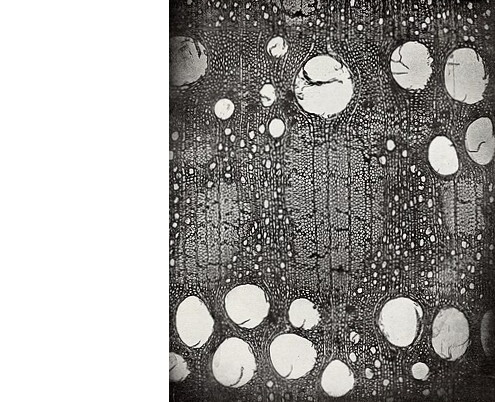
Hetzelfde, maar dan onder de microscoop

Toch is wit eiken in een aantal eigenschappen anders dan rood eiken. Het kernhout van wit eiken is lichter van kleur, niet rood, maar eerder gelig, bruinig of groenig. Chemisch bezien is het anders zodat het kernhout minder makkelijk aangetast wordt, maar wel feller reageert op metalen, ook is het goed te 'logen'. Anatomisch verschilt wit eiken doordat altijd thyllen aanwezig zijn en doordat het laathout kleinere vaten heeft, die in een 'dendritisch' (boomvormig) patroon liggen, vergezeld door tracheiden.
In de handel in Nederland en België worden twee hoofdgroepen van wit eiken onderscheiden, namelijk "Europees eiken" (al dan niet verder onderverdeeld naar herkomst) en "Amerikaans wit eiken" (NL) / "Wit Amerikaans eiken" (B) (al dan niet verder onderverdeeld naar herkomst).
Bij verwerking van wit eiken dient roestvast bevestigingsmateriaal gebruikt te worden: met ijzer bestaat gevaar voor een blauwzwarte verkleuring, met koper of messing voor een lichtbruine verkleuring. Wit eiken is geschikt voor bijna alle toepassingen, maar wordt vooral gebruikt voor de wat betere meubelen, en voor wijn- of whisky-vaten (dit omdat de thyllen de vaten afsluiten).

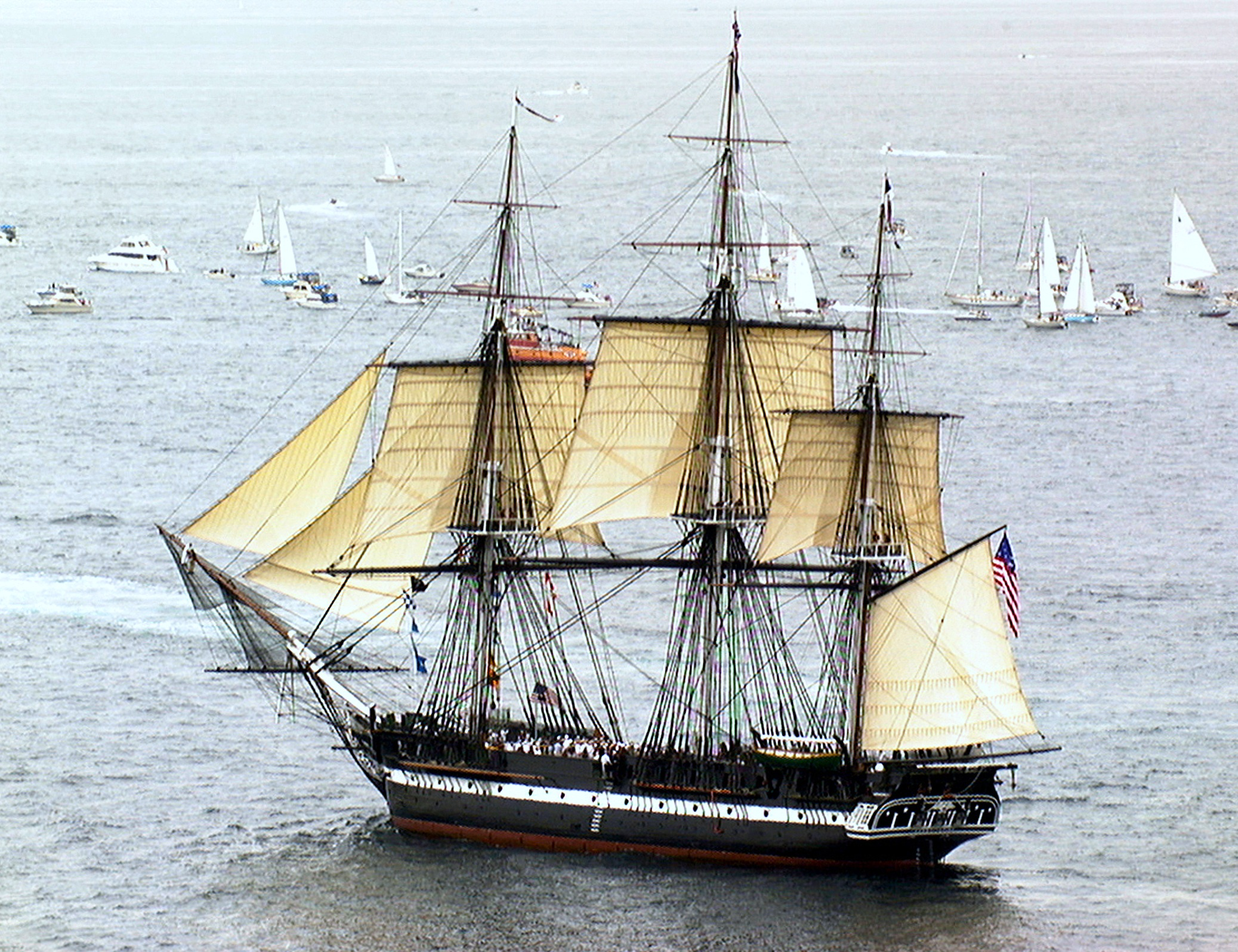
USS Constitution, mogelijk de bekendste toepassing van wit eiken